# 木曾 (軽巡洋艦)
|                    | |
| 艦歴               | |
| 計画               | 1917年度計画 |
| 建造所             | 三菱造船長崎造船所 |
| 起工               | 1919年6月10日 |
| 進水               | 1920年12月14日 |
| 竣工               | 1921年5月4日 |
| 最後               | 1944年11月13日着底 |
| 除籍               | 1945年3月20日 |
| 要目               | |
| 排水量             | 基準：5,100トン 常備：5,500トン |
| 全長               | 162.15m |
| 全幅               | 14.17m |
| 吃水               | 4.80m （常備） |
| 機関               | オールギアードタービン4基4軸 90,000 SHP |
| 最大速力           | 36.0ノット |
| 航続距離           | 5,000海里 / 14ノット時 |
| 乗員               | 450名 |
| 装甲               | 水線帯 60mm 甲板 30mm |
| 兵装               | |
| 新造時             | 50口径14cm単装砲7門 40口径8cm高角砲2門 三年式機砲 2基2門 53cm連装魚雷発射管4基 五号機雷150個 水上機 1機 |
| 改修時（1944年夏） | 50口径14cm単装砲5門 40口径八九式12.7cm連装高角砲 1基2門 九六式25mm三連装機銃 4基12門 同連装機銃 6基12門 同単装機銃 14基14門 （合計38梃） 九三式13mm連装機銃1基2門 同単装機銃 10基14門 （合計10梃） 53cm連装魚雷発射管4基 二一号対空用電探1基 |

木曾（きそ）は、大日本帝国海軍の球磨型軽巡洋艦の5番艦。艦名は中信地方及び東海地方を流れる木曽川に由来して命名された。

## 概要

### 活躍
1921年、長崎で竣工。竣工後はシベリア撤兵や日中戦争に参加していたが、太平洋戦争開戦後は第5艦隊所属として北方作戦に従事することとなり、1942年のミッドウェー作戦に伴うアッツ島･キスカ島攻略作戦や翌年のキスカ島撤退作戦へ参加する。その後は主として輸送任務に就いた。

### 航空機搭載
竣工時に艦橋下に格納庫と艦橋前に滑走台を設置、陸上機を収容できるようにした。そのため他の球磨型より艦橋構造物が大型化した。以降の長良型、川内型も同様の理由で艦橋構造物が大型化している。しかし滑走台の実用性は乏しく後に撤去、以降陸上機は搭載されなくなった。
他の5500トン型軽巡洋艦は近代化改装時にカタパルトを設置、水上機を1機搭載したが木曾は大井、北上と共にカタパルトを設置せず、水上機は搭載されなかった。

### 雨水除去装置
木曾は1,2番煙突上部にそろばん型の雨水除去装置を設置、このため他艦と容易に識別できる。なお他の5500トン型では球磨がそろばん型のものを煙突3本全てに設置、他の艦との識別点になっている。

## 艦歴
1919年6月10日、起工。1920年12月14日、進水。1921年5月4日、三菱造船長崎造船所（現・三菱重工長崎造船所）において竣工した。呉鎮守府籍。5月9日、第二艦隊第四戦隊に編入。12月1日、第一艦隊第三戦隊に編入。
シベリア出兵に参加し、続いて旅順を拠点とし関東州から青島にかけての沿岸の哨戒にあたった。
1922年12月1日、予備艦となる。
1923年3月には、日本を訪問するイギリスのエドワード王太子が乗船する「レナウン」と「ダーバン」を、球磨型軽巡艦の「多摩」、「大井」、「球磨」の3艦とともにイギリス領香港から東京湾まで護衛している。
1928年5月1日、横須賀鎮守府に転籍。12月10日、第二遣外艦隊に編入。
1929年9月14日、中国の東北艦隊海防艦隊の主要軍人17名が「木曾」に乗艦して青島港外での「木曾」と「対馬」との演習を見学した。
1930年5月1日、予備艦となる。
1936年2月26日、二・二六事件に際して、横須賀鎮守府の判断で当日中に東京湾への緊急出動を果たそうとするも、軍令部の要請で出動は取りやめになっている。
1937年7月28日、第二艦隊第四水雷戦隊に編入。9月5日、第三艦隊第四水雷戦隊に編入。10月20日、第四艦隊第四水雷戦隊に編入。12月1日、第三艦隊第四水雷戦隊に編入。1938年4月19日、予備艦となる。6月15日、練習艦となる。1939年4月1日、予備艦となる。
1939年4月17日、アメリカの重巡洋艦「アストリア」が、駐米大使斎藤博の遺骨を載せて日本に来訪した際には、木曽は儀礼兼接伴艦に選ばれアストリアの21発の礼砲に答砲を発射して出迎えた。
1941年3月24日、第二艦隊第五戦隊に編入。7月25日、第五艦隊が編成され、その兵力は新偏された第二十一戦隊（「木曾」、「多摩」）と水雷艇2隻であった。

### 太平洋戦争

#### 戦争初期
1941年12月8日、「木曾」、「多摩」、特設水上機母艦「君川丸」は幌筵に進出。同日第二十一戦隊（「木曾」と「多摩」）は真珠湾攻撃から帰投する機動部隊の援護をするため出航したが、機動部隊とは合同できず12月18日に厚岸に帰着。荒天で損傷したことから2隻は横須賀へ向かい修理を受けた。
1942年2月以降はアメリカ機動部隊出現時に出撃し、哨戒に従事した。
第二十一戦隊は1942年1月21日に横須賀から出航し、東へ向かった後1月26日に厚岸に到着。2月1日マーシャル諸島が空襲を受けた。同日、第二十一戦隊と水雷艇「鷺」は厚岸より出撃し、哨戒線についた。第二十一戦隊は2月8日に厚岸に帰投。その後釧路へ移動し、2月12日に出航して北千島、カムチャッカ方面の哨戒を行い2月20日に厚岸に帰着した。2月20日にアメリカ機動部隊がラバウル方面に来襲すると「木曾」は翌日出港し、哨戒に従事して2月26日に厚岸に帰着した。3月4日にはアメリカ機動部隊は南鳥島に来襲し、同日第二十一戦隊は厚岸より出撃。3月6日に哨区を離れ3月8日に横須賀に帰着した。3月10日、敵機動部隊らしきものの情報があった。それを受けて第十二戦隊は3月12日に横須賀より出撃して哨区へ向かった。3月19日、横須賀に帰投。
4月18日、敵機動部隊発見の報に続き、日本本土に対する空襲があった。第二十一戦隊は厚岸より出撃し、重巡洋艦「那智」と合流して南東へ向かった。4月19日、第二十一戦隊と「那智」は爆撃を受けて損傷し漂流中であった監視艇「第二十一南進丸」を発見し、「木曾」が乗員の収容と砲撃による処分を行った。また、「木曾」は航行不能となって漂流中に潜水艦「伊七十四」に救助されていた監視艇「第一岩手丸」乗員を4月22日に収容し、4月24日に厚岸に帰着した。

#### アリューシャン侵攻以降
6月、AL作戦（西部アリューシャン攻略作戦）に参加。第二十一戦隊は駆逐艦3隻などとともにAOB攻略部隊（AOBはキスカ）となった。同作戦に先立ち、「木曾」は「君川丸」とともに特別偵察隊として偵察を行った。2隻は5月6日に厚岸を出撃し、5月11日にアダック島とキスカ島の偵察を実施して5月18日に大湊に帰着した。AOB攻略部隊は5月28日に陸奥海湾を出港して幌筵へ移動し、6月2日に同地より出撃。6月7日夜に上陸は行われ、6月8日早朝にはキスカ港の要地を占領した。「木曾」は6月17日にキスカを離れた。その後、「木曾」は主隊、次いで支援隊に編入。敵艦隊に対する邀撃作戦を行っていた主隊、支援隊及び空母部隊である第二機動部隊は6月24日までに大湊に帰投した。「木曾」は6月24日に川内湾着。6月28日、各部隊は第二次邀撃作戦及びキスカ島への輸送部隊掩護のため出撃。一部は7月7日に帰途に就き、残りも他の任務に就いた艦を除き7月18日までに横須賀に帰投した。「木曾」は7月16日に横須賀着。
「木曾」、「多摩」は8月2日横須賀発で8月6日に大湊着。この頃には第二十一戦隊は主隊となっている。8月8日、アメリカ艦隊がキスカ島を砲撃。北方部隊は幌筵に集結し、8月12日に北方部隊の主隊（駆逐艦1隻欠）と護衛隊がアリューシャン方面へ向けて出撃した。「木曾」の行動は8月8日大湊発、8月11日幌筵着、8月12日幌筵発、となっている。出撃同日に日本の本土東方で不時着水偵を発見したとの報告があり、連合艦隊はアメリカ機動部隊出現と判断。北方部隊の主隊、護衛隊も南下して索敵に従事することとなった。しかし、結局なにも発見されず、北方部隊の主隊などは8月16日に大湊に入港した。水偵発見は誤報であったものと思われる。
8月27日にアトカ島東部のナザン湾に敵巡洋艦等発見の報告があり、8月29日に北方部隊の主隊、護衛隊は大湊を出港したが、台風のため加熊別湾に入泊した。9月3日には今度は「呂号第六十二潜水艦」が巡洋艦等の発見を報告し、第二十一戦隊などは再び出撃し、アッツ島南西方面へ向かった。しかしアメリカ艦隊の来襲はなく、主隊などは9月18日に大湊に帰投した。この間には陸軍部隊のアッツ島からキスカ島への移駐が行われていた。9月中頃の主隊は第二十一戦隊のみであった。監視艇からの敵味方不明の飛行機発見の報告を受けて9月30日に主隊および護衛隊は大湊から出撃するも、特に何もなかった。
10月末からアッツ島の再占領が行われた。そのために10月21日に「木曾」、「多摩」と第一水雷戦隊で挺身輸送部隊が編成された。10月27日から挺身輸送部隊は陸軍米川部隊主力をアッツ島へ輸送した。陸軍部隊を運ぶのは「木曾」、「多摩」、「阿武隈」で、3隻は柏原湾や片岡湾で人員、物件をのせて片岡湾へ移動。10月27日に挺身輸送部隊は主隊と共に出撃し、10月29日夜に揚陸を行って11月1日に片岡湾に帰投した。「木曾」の輸送人員、物件は計画では人員199名、機銃4基、無線通信機、弾薬等約30トンとなっている。11月17日、「木曾」は小樽着。「木曾」は「阿武隈」とともに小樽でアッツ島への増強部隊である独立野戦高射砲第二十四中隊、独立工兵第三百二中隊、独立無線第十一小隊をのせた。計画では「木曾」の搭載内容は人員225名、機銃3基、糧秣燃料弾薬等であった。
その後アッツ島への輸送部隊（「木曾」、「阿武隈」、駆逐艦「若葉」）と主隊は加熊別湾へ移動し、11月23日に同地を出撃。11月25日に揚陸を行って11月28日に加熊別湾に帰着した。11月30日から「木曾」、「阿武隈」、「若葉」の3隻（K船団）は独立歩兵第三百二大隊主力を幌筵からキスカ島へ輸送。計画では「木曾」乗艦者は266名であった。12月3日に揚陸を行って12月7日に幌筵に帰投。復路では2隻は内地への帰還者（「木曾」は114名）を乗せていた。その後「木曾」は舞鶴へ向かって12月12日に到着し、修理や防寒工事が行われた。
「木曾」は12月30日舞鶴発で、31日に大湊着。1943年1月前半は幌筵方面などにあった。「木曾」と「若葉」はキスカ島への人員輸送のため1月18日（17日）に幌筵を出撃したが、荒天及び敵潜水艦発見（実際は「伊号第三十五潜水艦」）のため輸送は断念された。2月10日、「初霜」とともに「崎戸丸」を護衛してキスカ島へ向けて幌筵より出港。しかし、「崎戸丸」の舵機故障により引き返した。2月13日、第十四船団として「崎戸丸」と「春幸丸」を「初霜」、「若葉」とともに護衛してキスカ島へ向けて幌筵より出航。しかし、アメリカ水上部隊が出現しアッツ島に対する艦砲射撃があったことから、輸送は断念され船団は引き返した。
2月20日、アッツ島への輸送中の「あかがね丸」がアメリカ水上艦艇により撃沈された。そのため、北方部隊はその大半を輸送作戦に投入することとなった。3月7日、水上機や飛行場資材、人員等を運ぶ「君川丸」、「粟田丸」、「崎戸丸」の3隻（第二十一船団、イ船団）とその護衛および「多摩」、「木曾」、重巡洋艦「那智」、「摩耶」は3月7日に幌筵海峡より出撃。3月10日に揚陸成功し、3月13日に全部隊幌筵海峡に帰投した。この後「木曾」は舞鶴へ向かったため、アッツ島沖海戦が発生することとなった次の輸送作戦には参加していない。3月20日、「木曾」は舞鶴着。
整備を終えた「木曾」は4月28日に舞鶴発で5月3日に幌筵着。5月11日、「木曾」は駆逐艦「若葉」、「白雲」とともにアッツ島へ四五二空観測機を運ぶ「君川丸」を護衛して幌筵を出撃（「白雲」は途中で分離）。5月12日のアメリカ軍のアッツ島上陸により「君川丸」搭載機による敵船団攻撃が命じられるも天候不良で実行できず、その後輸送は中止となり幌筵海峡に戻った
7月、キスカ島撤退作戦に参加する。
その後内地や南方方面の陸軍部隊輸送任務等に従事した。
9月11日、連合艦隊の下令により丁一号輸送部隊（指揮官隼鷹艦長：空母隼鷹、軽巡《木曾、多摩》、駆逐艦《大波、谷風》、栗田丸）が編制され、海上機動旅団(甲支隊)を輸送する事になった。9月15日、木曾、多摩は宇品を出発、22日カロリン諸島・ポナペへ揚陸した。2隻はトラック泊地へ回航されて待機。10月24日、隼鷹、谷風が甲支隊を輸送してトラックに到着し、木曾、多摩、谷風へ移乗する。3隻は26日にトラックを発ち、27日に進出して部隊を揚陸した。輸送任務完了をもって丁一号輸送部隊は解散した。
10月5日、連合艦隊は第十四戦隊司令官伊藤賢三少将（旗艦那珂）を指揮官としてＴ四号輸送部隊（十四戦隊《那珂、五十鈴》、軽巡《木曾、多摩》、第4駆逐隊《野分、舞風》、駆逐艦山雲、輸送船《栗田丸、日枝丸、護国丸、清澄丸》）を編制した。第一輸送隊（指揮官多摩艦長：多摩、木曾）は10月12日に第十七師団約980名と物資を搭載して上海市を出発。18日にトラックへ到着すると駆逐艦卯月を部隊に編入した。19日に出発しラバウルへ向かうが、21日にニューアイルランド島セント・ジョージ岬北東40浬で米軍機の空襲を受けた。木曾の一番煙突右舷附近に爆弾1発が命中、一時航行不能となるが、復旧に成功した。木曾の自力航行可能を見届けて多摩はラバウルへ向かった。木曾、卯月はラバウルから救援のためかけつけた駆逐艦五月雨と合流、米軍機の攻撃を撃退しつつ21日正午前後にラバウルへ到着し、消火に成功した。多摩は同日中にトラックへ帰投し、応急修理を行った木曾は28日にラバウルを出発、30日にトラックへ戻った。木曾、多摩は10月23日附でＴ四号輸送部隊から除かれる。戦力を補充すべく27日附で第17駆逐隊（磯風、浦風）が同輸送部隊に編入された。
木曾は11月10日に舞鶴へ入港し、翌1944年（昭和19年）2月末まで本格的な修理を行った。この際大幅な改修を受け、14cm主砲の5番・7番砲を撤去し12.7cm連装高角砲1門と機銃の増備が行われた。1944年3月から5月末まで大湊・川内湾で訓練を行った後に横須賀へ入港し、6月30日に父島への陸軍輸送任務を行う。7月3日に横須賀へ帰還後整備補給を行い、8月11日に横須賀を出港。同月12日に呉へ入港する。8月30日、練習警備艦となり、訓練に関しては横須賀海軍砲術学校の指揮下に入る。
10月30日、木曾は輸送任務をおこなう隼鷹を第30駆逐隊（夕月、卯月、秋風）と共に護衛しつつ、佐世保からブルネイに向け出港したが、途中11月3日に秋風が米潜水艦ピンタドの雷撃で撃沈された。輸送艦隊はブルネイ湾で重巡利根と合流、11月10日にマニラへ入港した。同日第五艦隊・第1水雷戦隊に編入され、第五艦隊司令部をブルネイに輸送する為に待機していた。12日、隼鷹輸送隊はレイテ沖海戦から生還した駆逐艦時雨を編入し、木曾を残して内地へ帰投。
翌日11月13日に、マニラ湾に停泊中にアメリカ海軍の空母機動部隊艦載機の攻撃を受け、木曾は大破着底した。また周囲では駆逐艦初春、曙、沖波、秋霜も沈没もしくは大破着底状態となっている。同日深夜、残存艦艇（霞、初霜、朝霜、潮、竹）はマニラを出港し、シンガポールへ向かった。

### 予備艦
12月10日、木曾はマニラにおいて予備艦に指定された。1945年（昭和20年）3月20日、舞鶴鎮守府籍・軍艦木曾は軍艦籍より除かれた。

### 解体
第二次世界大戦の終戦とフィリピンの独立後も木曾はマニラ湾に放置されたままにされ、その後1955年から1956年にかけて曙、秋霜等とともに現地にて浮揚解体された。木曾の艦齢35年は日本海軍の軽巡洋艦として最長である。

## 歴代艦長
※『艦長たちの軍艦史』143-146頁、『日本海軍史』第9巻・第10巻の「将官履歴」及び『官報』に基づく。階級は就任時のもの。

### 艤装員長
1. 立野徳治郎 大佐：1921年1月15日 - 4月30日

### 艦長
1. 立野徳治郎 大佐：1921年4月30日 - 1922年5月10日
2. 和田健吉 大佐：1922年5月10日 - 1922年12月1日
3. 森電三 大佐：1922年12月1日 - 1923年10月1日
4. 本宿直次郎 大佐：1923年10月1日 - 1924年12月1日
5. 水野熊雄 大佐：1924年12月1日 - 1925年4月15日
6. 佐藤英夫 中佐：1925年4月15日 - 1925年7月10日
7. 青木國太郎（政治家、青木国太郎とは別人） 大佐：1925年7月10日 - 1926年12月1日
8. 浜田吉治郎 大佐：1926年12月1日 - 1927年6月10日
9. 有馬寛 大佐：1927年6月10日 - 1927年11月15日
10. 山口清七 大佐：1927年11月15日 - 1928年12月4日
11. 三井清三郎 大佐：1928年12月4日 - 1929年5月1日
12. 大野功 大佐：1929年5月1日 - 1929年11月30日
13. 荒木貞亮 大佐：1929年11月30日 - 1930年5月15日
14. 曽我清市郎 大佐：1930年5月15日 - 1931年11月14日
15. 大川内傳七 大佐：1931年11月14日 - 1932年12月1日
16. 小松輝久 大佐：1932年12月1日 - 1933年11月15日
17. 伊藤整一 大佐：1933年11月15日 - 1934年3月10日
18. 角田覚治 大佐：1934年3月10日 - 1934年11月15日
19. 水野準一 大佐：1934年11月15日 - 1935年11月15日
20. 岡新 大佐：1935年11月15日 - 1936年11月10日
21. 工藤久八 大佐：1936年11月10日 - 1938年6月1日
22. （兼）中邑元司 大佐：1938年6月1日 - 1938年6月15日
23. 梶岡定道 大佐：1938年6月15日 - 1938年12月15日
24. 田代蘇平 大佐：1938年12月15日 - 1939年3月30日
25. 八木秀綱 大佐：1939年3月30日 - 1939年11月1日
26. 森良造 大佐：1939年11月1日 - 1940年10月15日[91]
27. 木山辰雄 大佐：1940年10月15日 - 1941年11月10日
28. 大野竹二 大佐：1941年11月10日 -
29. 川井巌 大佐：1942年9月20日 - 1943年10月4日
30. 沢勇夫 大佐：1943年10月4日 -
31. 今村了之介 大佐：1944年2月7日 -

## 同型艦
- 球磨 - 多摩 - 北上 - 大井